# Natuurpark Lagunas Glaciares de Neila
Het natuurpark Lagunas Glaciares de Neila (Spaans: Parque natural de las Lagunas Glaciares de Neila) is een beschermd natuurgebied in het zuidoosten van de Spaanse provincie Burgos, in de regio Castilië en León. De Lagunas de Neila zijn een groep meren die gevormd zijn in glaciale keteldalen omringd door bergtoppen van ongeveer 2000 meter hoog. Ze liggen ten zuiden van de bergketen Sierra de la Demanda en ten westen van het natuurpark Laguna Negra en los Circos Glaciares de Urbión. Ze zijn bereikbaar vanuit de nabijgelegen stad Neila en vanuit Quintanar de la Sierra.

## Beschrijving
Een spectaculaire reeks meren van glaciale oorsprong strekt zich uit tot aan de voet van La Campiña: Negra, Cascada, Tejera, Haedillo, Larga, Pardillas, Patos en Brava zijn de belangrijkste. Het gebied werd door Wet 12/2008 op 9 december 2008 uitgeroepen tot natuurpark. Het omvat niet alleen de gletsjermeren, maar ook de hele gemeente Neila, die een grote verscheidenheid aan ecosystemen heeft. In 2009 werd het Parkhuis ingewijd in de kerk van San Miguel, die voor dit doel werd gerenoveerd.

## Achtergrond
Tot het einde van de jaren 1960 waren de Lagunas Altas de Neila een weinig bezocht gebied vanwege hun ontoegankelijkheid. Het gebied werd gebruikt door kuddes kleinvee, die in die tijd transhumance toepasten.
Tussen 1969 en 1972 werd een project ontwikkeld om het gletsjercomplex om te vormen voor toerisme en intensieve visserij. Enkele gevolgen van dit project waren de verandering van morenen, ontginning, de aanleg van dijken en de aanleg van wegen in een gebied dat tot dan toe weinig gebruikt werd. Dit werk, dat begrijpelijk was binnen de ontwikkelingscontext van die tijd en succesvol was in zijn doelstellingen, had een duidelijk negatief effect vanuit ecologisch oogpunt.
De inadequate materialen die werden gebruikt voor de bekleding van de dijken waren vanaf de eerste jaren een bron van structurele problemen. Het zekere risico op instorting van sommige dijken, samen met de wens om zo'n unieke locatie te renaturaliseren, leidde tot de werkzaamheden die tussen 2001 en 2002 werden uitgevoerd. De karakteristieke reliëfs van de glaciale modellering werden gedeeltelijk hersteld en de dijk van de Laguna Corta werd volledig verwijderd en die van de Laguna Larga en de Laguna de la Cascada werden verlaagd.

## Laguna de la Cascada
Laguna de la Cascada is het laagste van de meren, op 1690 m. De oorsprong ligt in glaciale erosie iets meer dan 10.000 jaar geleden, toen de grote ijsmassa's die bijna alle toppen van het Iberisch Randgebergte bedekten de conglomeraten, zandstenen en orthoquartzieten die de Sierra de Neila vormen achterlieten op de harde Jura-rotsen. Naast het meer staat een piramidevormige schuilplaats en iets verderop is een oude picknickplaats. In de lagune en de omgeving kun je interessante dieren zien zoals de vinpootsalamander (Lissotriton helveticus), de marmersalamander (Triturus marmoratus), de forel of de Pyreneese desman (Galemys pyrenaicus).

## Laguna Negra
Laguna Negra ligt in het bovenste deel van het natuurgebied, boven het keteldal van de Laguna de la Cascada en naast de Laguna Larga, op ongeveer 1900 m. Het wordt beschouwd als het belangrijkste meer in het natuurgebied, samen met de Laguna de la Cascada. Naast het meer is een klein boswachtershuis bewaard gebleven dat vroeger de visserij controleerde.

## Sport
De Ronde van Burgos is een wielerwedstrijd die elk jaar halverwege augustus plaatsvindt en meestal de beklimming van de Lagunas de Neila als finishplaats van de meest beslissende etappe van de ronde heeft. Sinds 1985 is er een etappe die hier eindigt en in 2008 besloten de organisatoren om de Ronde van Burgos hier te laten eindigen. Sinds die editie (met uitzondering van 2014) zijn het de Lagunas de Neila, en de pas van speciale categorie met hellingen van 17%, die gastheer zijn van de laatste etappe.
De zestiende etappe van de Ronde van Spanje 1998 eindigde ook in de Lagunas de Neila, met een overwinning voor José María Jiménez.

### Eerste boven
Onderstaande tabel geeft aan welke renners en rensters als eerste op de top kwamen tijdens een wielerwedstrijd:
| Nr | Jaar | Koers                                      | Start                    | Finish                | km    | Eerste boven          |
| -- | ---- | ------------------------------------------ | ------------------------ | --------------------- | ----- | --------------------- |
| 50 | 2025 | Ronde van Burgos (Et.5)                    | Quintana del Pidio       | Lagunas de Neila      | 138,3 | Giulio Ciccone        |
| 49 | 2025 | Ronde van Spanje voor vrouwen (Et.5)       | Golmayo                  | Lagunas de Neila      | 120,4 | Demi Vollering        |
| 48 | 2024 | Vuelta Junior a la Ribera del Duero (Et.2) | Langa de Duero           | La Laguna Negra       | 119,7 | Henrique Bravo        |
| 47 | 2024 | Ronde van Spanje voor vrouwen (Et.6)       | Tarazona                 | La Laguna Negra       | 132,1 | Évita Muzic           |
| 46 | 2024 | Ronde van Burgos (Et.3)                    | Gumiel de Izán           | Lagunas de Neila      | 138   | Sepp Kuss             |
| 45 | 2023 | Ronde van Spanje (Et.11)                   | Lerma                    | La Laguna Negra       | 163,2 | Jesús Herrada         |
| 44 | 2023 | Ronde van Burgos (Et.5)                    | Golmayo                  | Lagunas de Neila      | 160   | Primož Roglič         |
| 43 | 2023 | Ronde van Burgos (Et.4)                    | Tordómar                 | Lagunas de Neila      | 121,5 | Demi Vollering        |
| 42 | 2022 | Ronde van Burgos (Et.5)                    | Lerma                    | Lagunas de Neila      | 170   | João Almeida          |
| 41 | 2022 | Ronde van Burgos (Et.4)                    | Covarrubias              | Lagunas de Neila      | 125,1 | Demi Vollering        |
| 40 | 2021 | Ronde van Burgos (Et.5)                    | Comunero de Revenga      | Lagunas de Neila      | 146   | Hugh Carthy           |
| 39 | 2021 | Ronde van Burgos (Et.5)                    | Quintanar de la Sierra   | Lagunas de Neila      | 121,6 | Anna van der Breggen  |
| 38 | 2020 | Ronde van Spanje (Et.3)                    | Lodosa                   | La Laguna Negra       | 166,1 | Daniel Martin         |
| 37 | 2020 | Ronde van Burgos (Et.5)                    | Covarrubias              | Lagunas de Neila      | 158   | Iván Ramiro Sosa      |
| 36 | 2019 | Ronde van Burgos (Et.5)                    | Santo Domingo de Silos   | Lagunas de Neila      | 146   | Iván Ramiro Sosa      |
| 35 | 2018 | Ronde van Burgos (Et.5)                    | Salas de los Infantes    | Lagunas de Neila      | 141   | Iván Ramiro Sosa      |
| 34 | 2017 | Ronde van Burgos (Et.5)                    | Comunero de Revenga      | Lagunas de Neila      | 136   | Miguel Ángel López    |
| 33 | 2016 | Ronde van Burgos (Et.5)                    | Caleruega                | Lagunas de Neila      | 163   | Sergio Pardilla       |
| 32 | 2015 | Ronde van Burgos (Et.5)                    | Comunero de Revenga      | Lagunas de Neila      | 170   | Daniel Moreno         |
| 31 | 2014 | Ronde van Burgos (Et.3)                    | Comunero de Revenga      | Lagunas de Neila      | 170   | Nairo Quintana        |
| 30 | 2013 | Ronde van Burgos (Et.5)                    | Comunero de Revenga      | Lagunas de Neila      | 170   | Nairo Quintana        |
| 29 | 2012 | Ronde van Burgos (Et.5)                    | Comunero de Revenga      | Lagunas de Neila      | 170   | Esteban Chaves        |
| 28 | 2011 | Ronde van Burgos (Et.5)                    | Areniscas de los Pinares | Lagunas de Neila      | 155   | Mikel Landa           |
| 27 | 2010 | Ronde van Burgos (Et.5)                    | Areniscas de los Pinares | Lagunas de Neila      | 155   | Samuel Sánchez        |
| 26 | 2009 | Ronde van Burgos (Et.5)                    | Areniscas de los Pinares | Lagunas de Neila      | 155   | Ezequiel Mosquera     |
| 25 | 2008 | Ronde van Burgos (Et.5)                    | Areniscas de los Pinares | Lagunas de Neila      | 155,4 | Juan José Cobo        |
| 24 | 2007 | Ronde van Burgos (Et.2)                    | Areniscas de los Pinares | Lagunas de Neila      | 149   | Juan Mauricio Soler   |
| 23 | 2006 | Ronde van Burgos (Et.4)                    | Vilviestre del Pinar     | Lagunas de Neila      | 148,8 | Iban Mayo             |
| 22 | 2005 | Ronde van Burgos (Et.4)                    | Vilviestre del Pinar     | Lagunas de Neila      | 159   | Juan Carlos Domínguez |
| 21 | 2004 | Ronde van Burgos (Et.3)                    | Vilviestre del Pinar     | Lagunas de Neila      | 139   | Alejandro Valverde    |
| 20 | 2003 | Ronde van Burgos (Et.3)                    | Huerta de Rey            | Lagunas de Neila      | 162   | Dave Bruylandts       |
| 19 | 2002 | Ronde van Burgos (Et.4)                    | Huerta de Rey            | Lagunas de Neila      | 165   | Michael Rasmussen     |
| 18 | 2001 | Ronde van Burgos (Et.2)                    | Covarrubias              | Lagunas de Neila      | 158   | Juan Miguel Mercado   |
| 17 | 2000 | Ronde van Burgos (Et.3)                    | Pradoluengo              | Lagunas de Neila      | 164   | Leonardo Piepoli      |
| 16 | 1999 | Ronde van Burgos (Et.4)                    | Roa                      | Lagunas de Neila      | 167   | Leonardo Piepoli      |
| 15 | 1998 | Ronde van Spanje (Et.16)                   | Soria                    | Laguna Negra de Neila | 143,7 | José María Jiménez    |
| 14 | 1998 | Ronde van Burgos (Et.4)                    | Quintana Urria           | Lagunas de Neila      | 158   | Leonardo Piepoli      |
| 13 | 1997 | Ronde van Burgos (Et.2)                    | Penaranda                | Lagunas de Neila      | 151   | Laurent Jalabert      |
| 12 | 1996 | Ronde van Burgos (Et.2)                    | Roa                      | Lagunas de Neila      | 186   | Tony Rominger         |
| 11 | 1995 | Ronde van Burgos (Et.3)                    | Miranda de Ebro          | Lagunas de Neila      | 202   | Laurent Dufaux        |
| 10 | 1994 | Ronde van Burgos (Et.5)                    | Covarrubias              | Lagunas de Neila      | 194   | Armand de las Cuevas  |
| 9  | 1993 | Ronde van Burgos (Et.5)                    | Lerma                    | Lagunas de Neila      | 171   | Raúl Alcalá           |
| 8  | 1992 | Ronde van Burgos (Et.2)                    | Lerma                    | Lagunas de Neila      | 181   | José Martín Farfán    |
| 7  | 1991 | Ronde van Burgos (Et.2)                    | Lerma                    | Lagunas de Neila      | 181   | Gianni Bugno          |
| 6  | 1990 | Ronde van Burgos (Et.2)                    | Aranda de Duero          | Lagunas de Neila      | 164   | Marino Lejarreta      |
| 5  | 1989 | Ronde van Burgos (Et.5)                    | Aranda de Duero          | La Laguna Negra       | 164   | Pedro Muñoz           |
| 4  | 1988 | Ronde van Burgos (Et.4)                    | Aranda de Duero          | Lagunas de Neila      | 164   | Laudelino Cubino      |
| 3  | 1987 | Ronde van Burgos (Et.4)                    | Aranda de Duero          | Lagunas de Neila      | 164   | Marino Lejarreta      |
| 2  | 1986 | Ronde van Burgos (Et.4)                    | Aranda de Duero          | La Laguna Negra       | 164   | Jose Alirio Chizabas  |
| 1  | 1985 | Ronde van Burgos (Et.4)                    | Aranda de Duero          | Lagunas de Neila      | 176   | Jesús Rodríguez Magro |

## Galerij

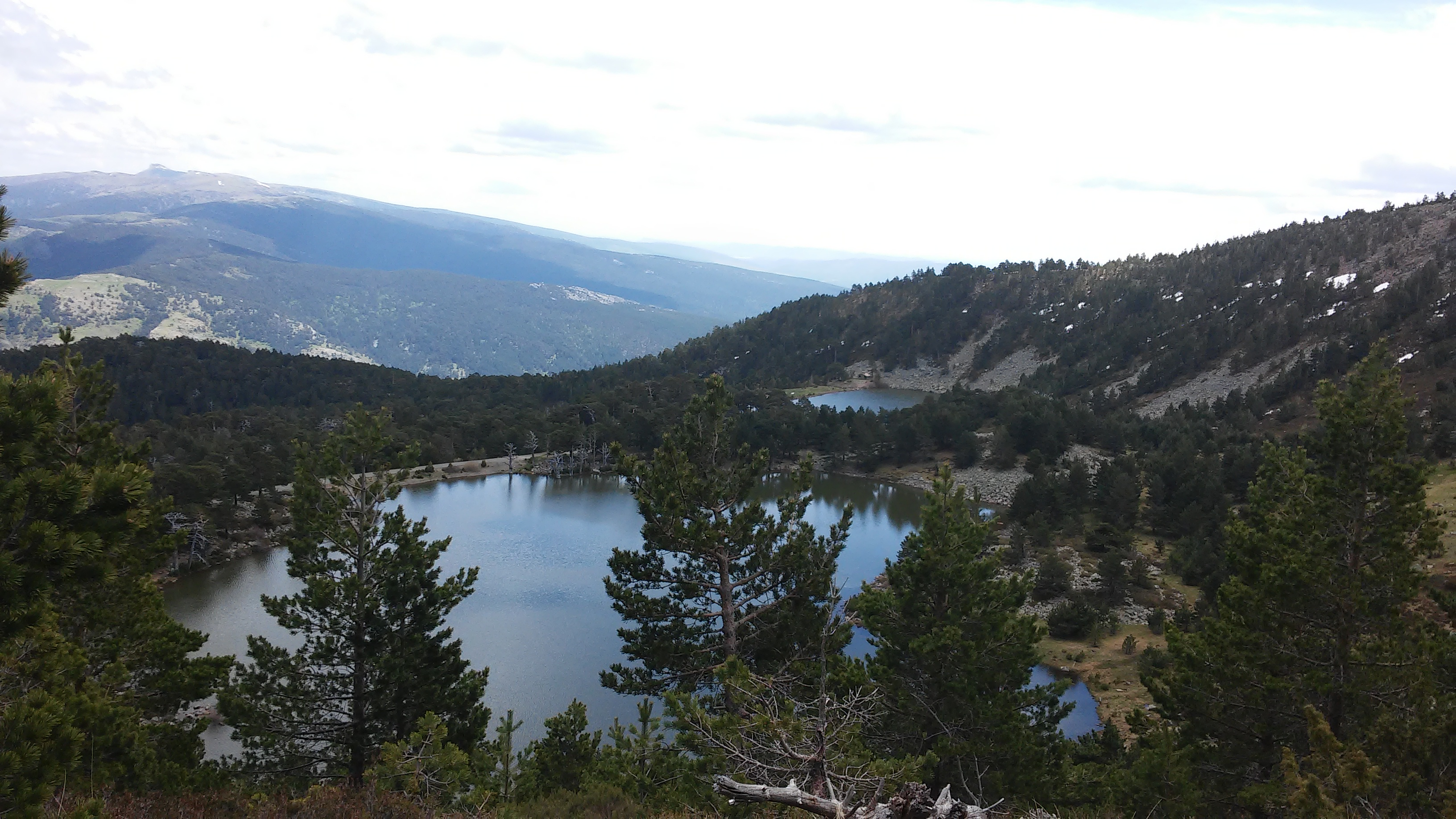
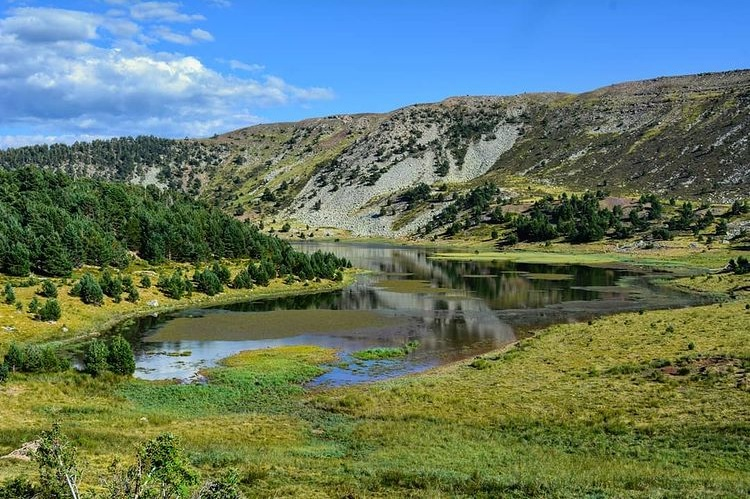
Laguna Larga de Neila op een hoogte van 1890 m.
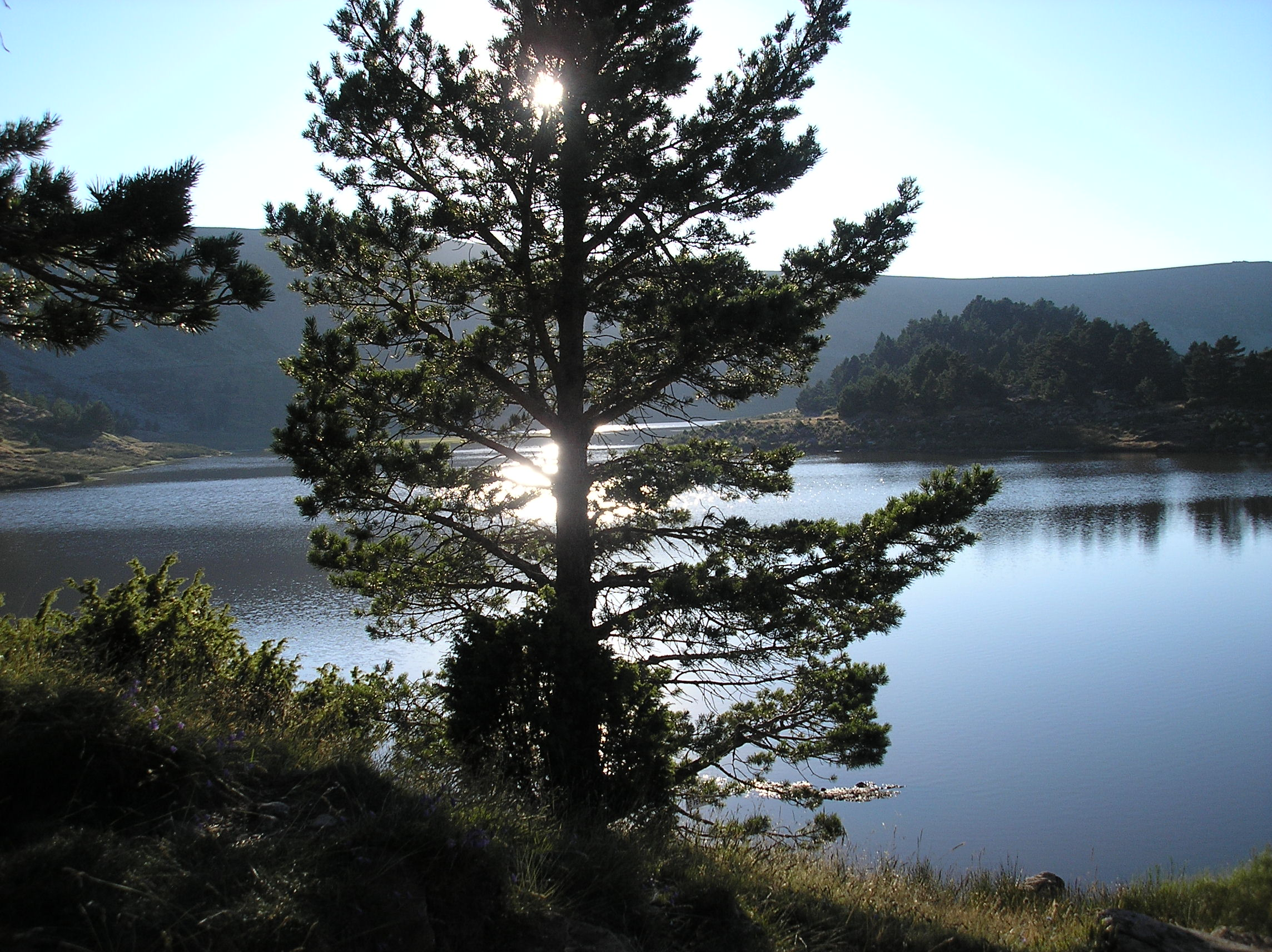
Zonsondergang bij een van de meren
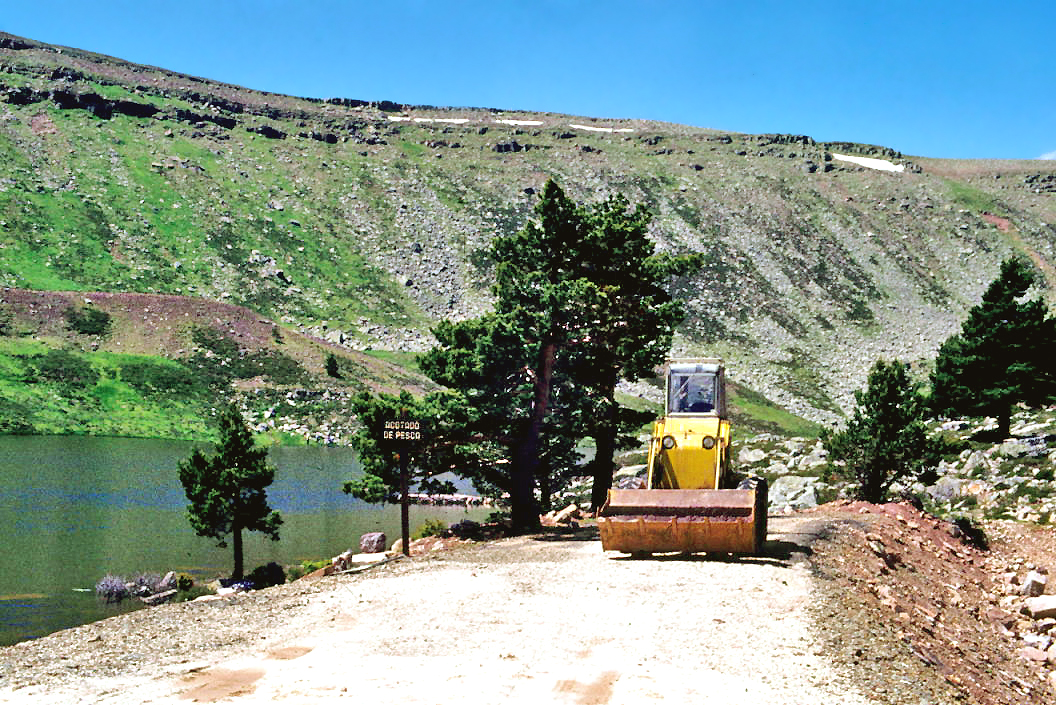
Landinrichtingswerkzaamheden naast de Laguna Larga in de jaren 1970.
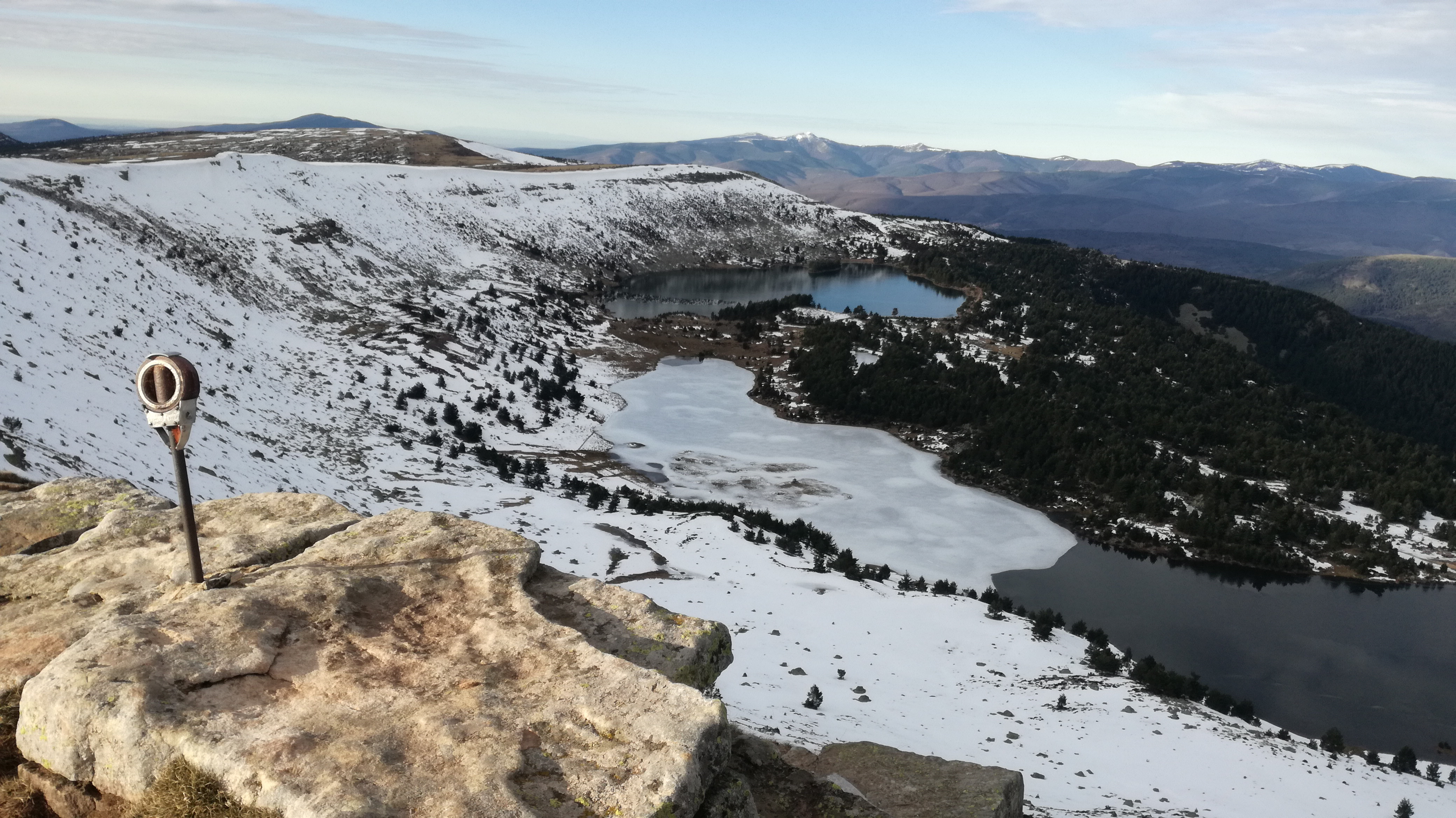
Winter bij de Laguna Larga en de Laguna Negra